# Castell d'Algars

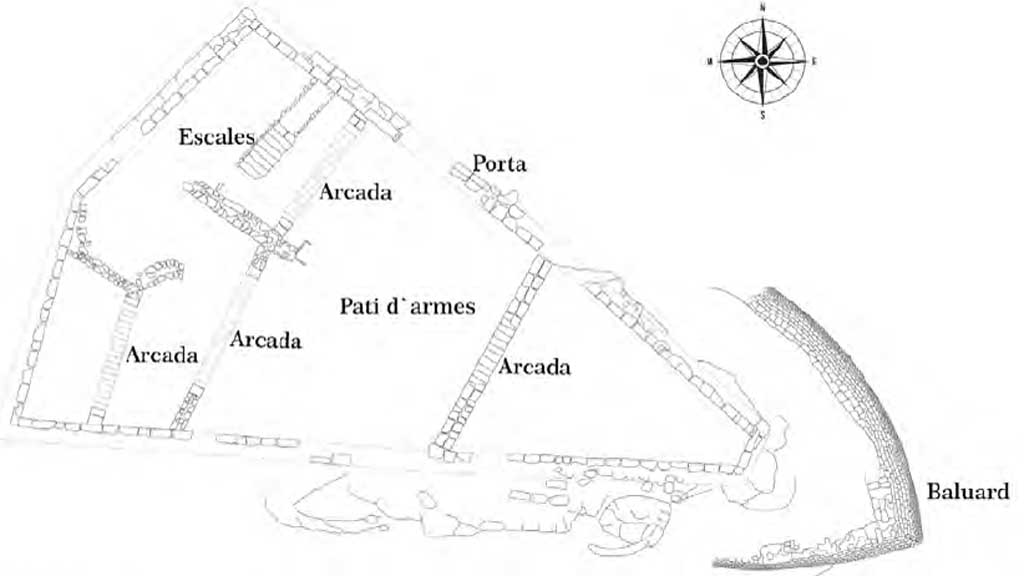
Planta arquitectònica del castell d'Algars

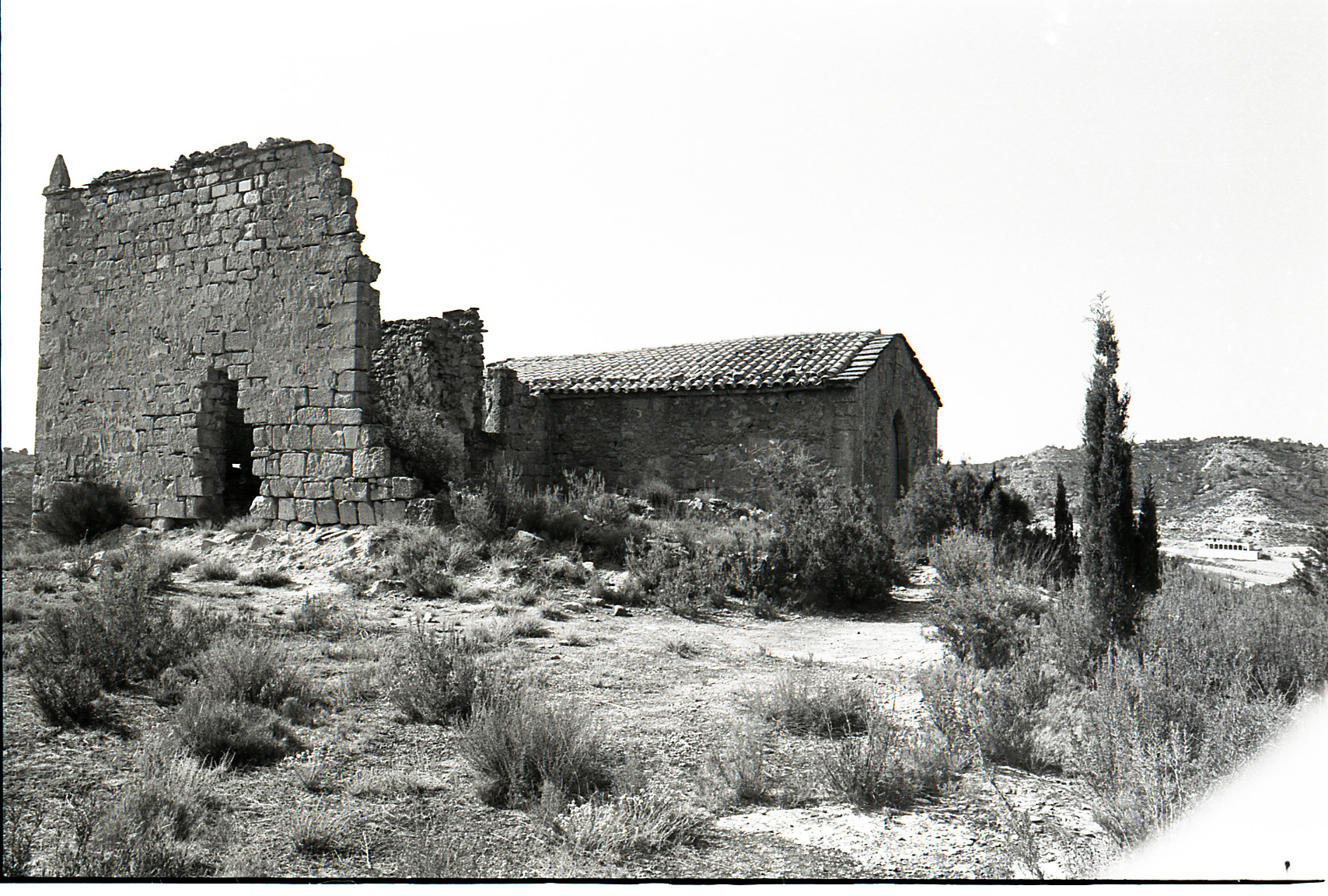
Vista de les restes del poblat i de l'església de Sant Joan d'Algars

El castell d'Algars és un edifici al terme municipal de Batea (Terra Alta) declarat bé cultural d'interès nacional. La fortalesa d'Algars apareix esmentada des del 1153, en el document de donació del comte de Barcelona a l'Orde del Temple del castell de Miravet. Les restes conservades probablement daten del segle xiii, si bé el conjunt segurament fou transformat en èpoques posteriors. Fins al 1975 conservà un bon fragment de torre amb merlets.
Situat en un petit puig que domina el lloc d'Algars i el riu del mateix nom. Del castell només es conserven alguns trams de la muralla de carreus rectangulars ben escairats, i les restes d'una construcció de planta trapezoïdal, gairebé triangular, ja que el costat de ponent és molt més curt que els altres. Al mig d'aquesta construcció resta un arc apuntat de pedra ben tallada amb paraments a banda i banda i un enllosat o empedrat. Fins fa pocs anys es conservava una paret quasi sencera, que estava rematada amb merlets. Per l'indret es troben disseminats gran quantitat de carreus, i per terra s'observen encara algunes zones amb lloses de pedra originals. S'hi accedia per un camí de terra que puja del riu.
A prop del castell, a una cota inferior es troba l'església de Sant Joan d'Algars.